# 工兵隊事務所
工兵隊事務所（こうへいたいじむしょ、英語: Deputy Division Engineer Office）は、沖縄県浦添市当山にあったアメリカ陸軍工兵隊の事務所。施設番号はFAC6060。2002年9月30日に読谷村のトリイ通信施設内に移設され、返還された。現在、浦添市当山の跡地は在沖米国総領事館と商業施設バークレーズコートとなっている。

## 概要

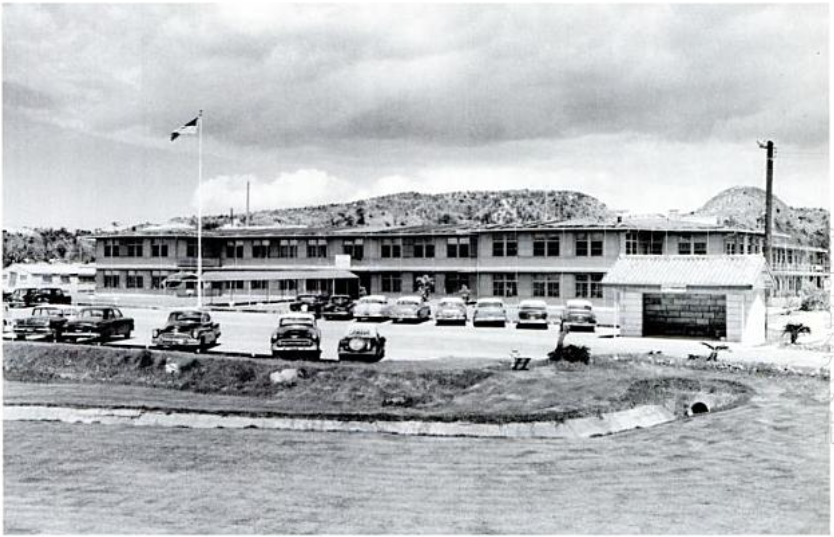
キャンプ桑江にあった工兵隊事務所（本部）。1968年に浦添市に移転する。

アメリカ陸軍工兵隊は沖縄戦から現在まで、基地建設から、道路やダムまで様々な建設に携わってきた。陸軍工兵隊太平洋部は、1972年の沖縄返還後、日本地区（JED）が設立され、沖縄地区（OAO）が沖縄地区事務所となった。アメリカ陸軍の西太平洋工兵隊事務所（英語: Deputy Division Engineer, Western Pacific、通称D.E.）は1968年にキャンプ桑江から浦添に移転、2002年に全返還された。
- 場所:浦添市字西原（現在の当山）
- 面積:約52,200平方メートル
- 構造物:事務所、倉庫、モータープール
- 使用主目的:事務所及び倉庫

## 歴史
協定上の米陸軍工兵隊事務所としての機能は、同施設が1977年に陸軍から空軍に施設が移管されたことで有名無実化したまま、空軍基地として2002年まで継続した。米国系私企業が土地の管理業務を行っていた。
- 1967年1月、「バークレー・アンド・カンパニー」が浦添市に施設を建設、その後の賃貸管理を担う。
- 1968年2月10日、工兵隊事務所がキャンプ桑江から現在地へ移転。

- 1972年5月15日、沖縄返還協定で、「西太平洋工兵隊事務所 (Deputy Division Engineer, Western Pacific)」が「工兵隊事務所 (Deputy Division Engineer Office) 」に改称され、日本政府からアメリカ軍に提供開始。

- 1977年2月28日、アメリカ陸軍からアメリカ空軍に移管される。陸軍施設ではなくなったため、6月30日、沖縄返還協定第4条第2項による保障機能が停止[1]。

- 1978年9月、アメリカ空軍第18戦闘支援群第18施設中隊が嘉手納飛行場に移駐。10月、空軍カミソリー事務所 (軍内生活用品販売所の事務所) が牧港補給地区から移転。
- 1986年5月31日、第15回日米安全保障協議委員会合意（23事案）の一部 （8,400平方メートル）を返還。返還地は「米国総領事館」用地となる[2]。

- 1998年3月12日、日米合同委員会で工兵隊事務所（約45,000平方メートル）の返還をトリイ通信施設への移設で合意定。7月29日、トリイ通信施設への移設計画に対し、地元の読谷村楚辺区が計画の中止と撤回を求めた。
- 2000年4月13日、読谷村安田慶造村長が工兵隊事務所の移設を既存施設内への移設としてやむを得ないと承認。
- 2002年9月30日、全返還。

## バークレー・アンド・カンパニー
バークレイ・アンド・カンパニー (Barclay & Company inc, Naha, Ryukyu) は、杉原千畝のビザでアメリカに移住した二人のリトアニア系ユダヤ人、リービー・ソール・デイビットとドナルド・ジーマーマンによって1946年4月にアメリカのワシントン州シアトルで設立され、同時に東京の有楽町で支店を開設し、主として洋酒の販売をおこなった。1952年にはアメリカ軍基地が集中する沖縄に支店を開設。主としてジョニーウォーカーなどの洋酒やジェネラルモーターズ社、メルセデス・ベンツ社の販売権を取得しバークレーモーターズを設立する。
また1959年には米軍相手のスロットマシーンなどの賭博機などを扱っていたサービス・ゲームズ社 (現セガ) と提携し、沖縄でバークレイ・サービス・ゲームズを展開していた。サービスゲームズ・ジャパンが詐欺、脱税、ゲーム機の違法な輸出と横流し、米軍将校クラブとの癒着などで捜査を受けた1960年には、バークレイも捜査と裁判の対象となり、バークレイはサービスゲームズとの提携をすべて解除した。民政での裁判は1961におこなわれ、元従業員らが有罪判決を受けた。
1967年にはアメリカ陸軍工兵隊事務所の建築と賃貸管理を担当。不動産業務として工兵隊事務所とアメリカ総領事館の賃貸借契約を担当する。1981年の段階で年間の軍用地借地料が1億900万円支払われている。1981年からの借地料については金額が公表されていない。
2002年の工兵隊事務所の返還で、バークレー社は土地の「売却」を決定し、会社も沖縄の不動産業者に代表権 (代表 座安正) が移行した。

## 跡地利用
浦添市の工兵隊事務所の跡地には、「在沖米国総領事館」と、平屋建ての大型ショッピングモール「バークレーズ・コート」が建設された。管理運営はバークレー株式 (代表 座安正)。
- 2002年9月30日、アメリカ陸軍工兵隊事務所の返還。
- 2005年11月11日、バークレーズ・コートのオープン。

現在のバークレイ社は不動産業務の他にバークレーズ・コートやドラッグストア・リューホーの経営運営を担う。